# Yngve Brodd
Yngve Brodd (Seglora, 9 giugno 1930 – Göteborg, 23 settembre 2016) è stato un allenatore di calcio e calciatore svedese, di ruolo attaccante.

## Carriera

### Giocatore

#### Club
Dopo aver giocato per alcuni anni in patria, nel 1953 viene acquistato dalla squadra francese del Tolosa; dopo tre stagioni passa al Sochaux, con cui nel 1959 gioca e perde una finale di Coppa di Francia. Torna poi al Tolosa, dove gioca per altre tre stagioni, per tornare poi in patria a terminare la carriera.

#### Nazionale
Con la sua nazionale ha vinto una medaglia di bronzo ai Giochi Olimpici di Helsinki 1952.

### Allenatore
Negli anni sessanta ha allenato per 3 stagioni consecutive l'IFK Göteborg, squadra della massima serie svedese.